# Langues votiques
Les langues votiques sont une branche de la famille des langues chibchanes. Elles sont parlées de part et d'autre de la frontière entre le Costa Rica et le Nicaragua, en Amérique centrale.
Cette branche n'est plus représentée que par deux langues en voie de disparition, le maléku (ou guatuso) au Costa Rica et le rama au Nicaragua. Elle doit son nom au peuple rama, également appelé Votos à l'époque coloniale.

## Définition
Le linguiste costaricain spécialiste des langues chibchanes Adolfo Constenla Umaña (en) identifie plusieurs caractéristiques phonologiques et grammaticales qui distinguent le maléku et le rama des autres langues de cette famille, ce qui justifie d'en faire une branche distincte :
- au cours de leur histoire, le contraste entre consonnes occlusives sourdes et sonores a tendu à disparaître en début de morphème ;
  - */p/ et */b/ fusionnant en /p/, sauf entre deux voyelles où ils fusionnent soit en /b/ (en rama), soit en /ɸ/ (en maléku) ;
  - */t/ et */d/ fusionnant en /t/ (pas devant les voyelles antérieures en rama) ;
  - */k/ et */g/ fusionnant en /k/ (phénomène également attesté en dorasque (en)) ;
- le phonème */h/ s'est nasalisé en /ŋ/ en début de morphème dans les syllabes accentuées ;
- des suffixes sont utilisés pour former les participes et un adjectif intensifieur[1].

L'analyse lexicostatistique (en) tend également à distinguer les deux langues votiques des autres langues chibchanes.

## Membres
La branche des langues votiques n'est plus représentée que par deux langues :
- le maléku (ou guatuso), parlé par les Malékus de la province d'Alajuela, au Costa Rica ;
- le rama (ou voto), parlé par les Ramas de la région autonome de la Côte caraïbe sud, au Nicaragua.

Ces deux langues sont considérées comme menacées par l'UNESCO, qui classe le maléku comme « sérieusement en danger » et le rama comme « en situation critique » dans son Atlas des langues en danger dans le monde. Le maléku ne compte plus que deux à trois cents locuteurs et le rama (abandonné par ses locuteurs à partir de la fin du XIXe siècle au profit de la langue véhiculaire dominante, le créole de la côte des Mosquitos (en)), à peine une soixantaine. En 2012, Constenla Umaña les décrit respectivement comme « clairement sur le déclin » (« clearly declining ») et « obsolète » (« obsolecent »). Le rama est cependant l'objet, depuis le milieu des années 1980, d'un projet de revitalisation coordonné par la linguiste Colette Grinevald.	
Le huetar (en), langue éteinte au XVIIIe siècle, présente des affinités avec le maléku et le rama. Néanmoins, les maigres traces qui en subsistent (principalement les emprunts à cette langue qui subsistent dans le lexique de l'espagnol tel qu'il est parlé dans la région qu'occupaient les Huetares à l'arrivée des Européens) ne permettent pas de le définir de manière certaine comme une langue votique.